# Mousse (rivista)
Mousse è una rivista d’arte contemporanea trimestrale con sede a Milano operante nel settore artistico a livello nazionale ed internazionale.

## Storia
Mousse viene fondata nel 2006 da Alessio Ascari ed Edoardo Bonaspetti. Nel 2008 la direzione della rivista passa interamente a Bonaspetti, che ne rimane a capo fino ad aprile 2018, quando il redattore capo diventa Francesco Tenaglia, mantenendo questo ruolo fino a marzo 2020.

## Mousse Magazine
La rivista contiene articoli, conversazioni, saggi e contributi di artisti, critici, direttori di museo e curatori noti nel campo dell’arte contemporanea
Pubblicata inizialmente in versione bilingue, italiano ed inglese, dal 2017 è interamente in lingua inglese.

## Distribuzione
Mousse viene distribuito in tutta Italia in spazi istituzionali come musei, fondazioni e gallerie d'arte private. Dal numero 15, la rivista inizia a essere distribuita anche internazionalmente.
Attualmente ha una tiratura media di 35 000 copie e viene distribuita capillarmente in numerosi spazi espositivi e librerie d’arte in Europa, Stati Uniti, Asia e Australia.

## Mousse Publishing
Nel 2008, nasce Mousse Publishing, casa editrice specializzata nel campo dell'arte contemporanea che produce cataloghi di mostre, monografie ed edizioni d’artista, collaborando costantemente con importanti musei, gallerie, fondazioni e biennali a livello internazionale.

## Mousse Agency
Mousse è anche un'agenzia che crea progetti visivi e di comunicazione per iniziative di arte e cultura contemporanea.
Nel corso degli anni, Mousse ha creato l'identità visiva di eventi artistici internazionali come Manifesta 12 Palermo, la Seconda Biennale di Yinchuan e miart, la fiera internazionale d’arte moderna e contemporanea di Milano. Dal 2013 al 2020 Mousse ha curato l'immagine coordinata di quest’ultima.